# 천현
천현(天顯, 926년 2월 ~ 938년 11월)은 요나라(거란국) 태조(太祖) 야율 억(耶律 億)의 세번째 연호이다. 12년 10개월 가량 사용하였다. 태조(太祖)가 죽고난 후에 요 태종(遼 太宗)이 회동으로 개원하기 전까지 사용하였다.

## 개원
- 천찬(天贊) 5년 2월 5일[1](926년 3월 21일)에 연호를 천현(天顯)으로 개원함.[2][3]

- 천현(天顯) 13년 11월 23일[4](938년 12월 17일)에 연호를 회동(會同)으로 개원함.[5][3]

## 연대 대조표
| 천현       | 원년                           | 2년        | 3년        | 4년        | 5년                 | 6년        | 7년        | 8년        | 9년                                 | 10년       |
| 서기(西曆) | 926년                          | 927년      | 928년      | 929년      | 930년               | 931년      | 932년      | 933년      | 934년                               | 935년      |
| 간지(干支) | 병술(丙戌)                     | 정해(丁亥) | 무자(戊子) | 기축(己丑) | 경인(庚寅)          | 신묘(辛卯) | 임진(壬辰) | 계사(癸巳) | 갑오(甲午)                          | 을미(乙未) |
| 동란(東丹) | 감로(甘露) 원년                | 2년        | 3년        | 4년        | 5년                 | 6년        | 7년        | 8년        | 9년                                 | 10년       |
| 후당(後唐) | 동광(同光) 4년 천성(天成) 원년 | 2년        | 3년        | 4년        | 5년 장흥(長興) 원년 | 2년        | 3년        | 4년        | 5년 응순(應順) 원년 청태(淸泰) 원년 | 2년        |
| 천현       | 11년                           | 12년       | 13년       |            |                     |            |            |            |                                     |            |
| 서기(西紀) | 936년                          | 937년      | 938년      |            |                     |            |            |            |                                     |            |
| 간지(干支) | 병신(丙申)                     | 정유(丁酉) | 무술(戊戌) |            |                     |            |            |            |                                     |            |
| 동란(東丹) | 감로(甘露) 11년                | (12년)     | (13년)     |            |                     |            |            |            |                                     |            |
| 후당(後唐) | 청태(淸泰) 3년                 | -          | -          |            |                     |            |            |            |                                     |            |
| 후진(後晉) | 천복(天福) 원년                | 2년        | 3년        |            |                     |            |            |            |                                     |            |

## 동시대 연호

### 한국
고려(高麗)
- 천수(天授) (918년 ~ 933년)

후백제(後百濟)
- 정개(正開) (900년 ~ 936년)

### 중국
동란국(東丹國)
- 감로(甘露) (926년 ~ 936년)

후당(後唐)
- 동광(同光) (923년 ~ 926년)
- 천성(天成) (926년 ~ 930년)
- 장흥(長興) (930년 ~ 934년)
- 응순(應順) (934년)
- 청태(淸泰) (934년 ~ 936년)

후진(後晉)
- 천복(天福) (936년 ~ 944년)

남한(南漢)
- 백룡(白龍) (925년 ~ 928년)
- 대유(大有) (928년 ~ 942년)

양오(楊吳)
- 순의(順義) (921년 ~ 927년)
- 건정(乾貞) (927년 ~ 929년)
- 대화(大和) (929년 ~ 935년)
- 천조(天祚) (935년 ~ 937년)

오월(吳越)
- 보정(寶正) (926년 ~ 931년)

민(閩)
- 용계(龍啓) (933년 ~ 934년)
- 영화(永和) (935년 ~ 936년)
- 통문(通文) (936년 ~ 938년)
- 영륭(永隆) (938년 ~ 944년)

후촉(後蜀)
- 명덕(明德) (934년 ~ 937년)
- 광정(廣政) (938년 ~ 965년)

남당(南唐)
- 승원(昇元) (937년 ~ 943년)

대장화(大長和)
- 초력(初曆) (925년 ~ 926년)
- 천응(天應) (927년 ~ 928년)

대천흥(大天興)
- 존성(尊聖) (928년 ~ 929년)

대의녕(大義寧)
- 흥성(興聖) (929년 ~ 930년)
- 대명(大明) (931년 ~ 937년)

대리국(大理國)
- 문덕(文德) (938년 ~ 944년)

호탄 왕국(于闐)
- 동경(同慶) (912년 ~ 966년)

### 일본
- 엔초(延長) (923년 ~ 931년)
- 조헤이(承平) (931년 ~ 938년)
- 덴교(天慶) (938년 ~ 947년)

## 같이 보기
- 중국의 연호 목록